# Meschdulessje (Kaliningrad, Polessk)
Meschdulessje (russisch Междулесье, deutsch Kukers, Jodeiken und Knäblacken, litauisch Kraupalaukis) ist ein Ort in der russischen Oblast Kaliningrad. Er gehört zur kommunalen Selbstverwaltungseinheit Stadtkreis Polessk im Rajon Polessk. Die Ortsstelle Knäblacken ist verlassen.

## Geographische Lage
Meschdulessje liegt östlich des Flüsschens Nehne (russisch: Glubokaja), das wenige Kilometer weiter südlich bei Talpaki (Taplacken) in den Pregel (Pregolja) mündet, eingerahmt von den Waldgebieten des Forsts Leipen (Nikolskoje) im Westen und des Forsts Drusken (Bykowskoje) im Osten. Erreichbar ist Meschdulessje über die Kommunalstraße 27K-130, die Diwnoje (Alt Ilischken) an der russischen Fernstraße A 216 (ehemalige deutsche Reichsstraße 138, heute auch Europastraße 77) und Olchowka (Köllmisch Damerau) mit Nowaja Derewnja (Alt Gertlauken) an der Regionalstraße 27A-016 (ex Fernstraße R514) verbindet. Eine Bahnanbindung besteht nicht.

## Geschichte

### Kukers
Das bis 1946 Kukers genannte Dorf liegt 15 Kilometer nördlich der früheren Kreisstadt Snamensk (Wehlau) und 22 Kilometer südöstlich der jetzigen Rajonshauptstadt Polessk (Labiau) und bestand seinerzeit aus ein paar wenigen großen Höfen. 1559 feierte man die zweite Gründung des Ortes, der bereits früher schon einmal besiedelt war. Von 1874 bis 1945 war Kukers in den Amtsbezirk Parnehnen (heute russisch: Krasny Jar) eingegliedert und gehörte zum Kreis Wehlau im Regierungsbezirk Königsberg der preußischen Provinz Ostpreußen.
Im Jahre 1910 lebten hier 133 Einwohner. Ihre Zahl stieg bis 1933 auf 151 und betrug 1939 noch 135.

### Jodeiken
Das frühere Jodeiken wurde bereits vor 1350 gegründet. Im Jahre 1874 wurde es in den neu errichteten Amtsbezirk Parnehnen (russisch: Krasny Jar) im Kreis Wehlau im Regierungsbezirk Königsberg der preußischen Provinz Ostpreußen eingegliedert. 1910 waren hier 36 Einwohner gemeldet. Am 30. September 1928 gab Jodeiken seine Eigenständigkeit auf und schloss sich mit den Nachbarorten Pettkuhnen (heute russisch: Dalneje) und Gudlacken (beide heute nicht mehr existent) zur neuen Landgemeinde Pettkuhnen zusammen.

### Knäblacken
Wegen bereits früher erfolgter Erstbesiedlung beging das ehemalige Knäblacken im Jahre 1572 seine zweite Gründung. Mit den Nachbarorten wurde das Dorf 1874 in den Amtsbezirk Parnehnen (heute russisch: Krasny Jar) eingegliedert und war bis 1945 dem Kreis Wehlau im Regierungsbezirk Königsberg der preußischen Provinz Ostpreußen zugehörig.
Im Jahre 1910 zählte Knäblacken 44 Einwohner. Ihre Zahl stieg bis 1933 auf 52 und betrug 1939 bereits 62. Sie lebten damals in ein paar mittleren Höfen.

### Meschdulessje
Infolge des Zweiten Weltkrieges kamen Kukers, Jodeiken und Knäblacken aufgrund ihrer Lage im nördlichen Ostpreußen zur Sowjetunion und erhielten im Jahr 1947 die gemeinsame russische Bezeichnung „Meschdulessje“. Gleichzeitig wurde Meschdulessje in den Dorfsowjet Nowoderewenski selski Sowet im Rajon Polessk eingeordnet und gelangte später in den Saranski selski Sowet. Von 2008 bis 2016 gehörte der Ort zur Landgemeinde Saranskoje selskoje posselenije und seither zum Stadtkreis Polessk.

## Kirche
Die Bevölkerung von Kukers, Jodeiken und Knäblacken war bis 1945 mehrheitlich evangelischer Konfession. Während Kukers und Knäblacken in das Kirchspiel Groß Schirrau (heute russisch: Dalneje) – bis 1900 Kirchspiel Plibischken (Gluschkowo) – eingepfarrt waren, gehörte Jodeiken zum Kirchspiel der Kirche Petersdorf (Kuibyschewskoje), die beide im Kirchenkreis Wehlau (Snamensk) innerhalb der Kirchenprovinz Ostpreußen der Kirche der Altpreußischen Union vereint waren. Die letzten deutschen Geistlichen waren Pfarrer Alexander Bansi (Groß Schirrau) und Pfarrer Johannes Zachau (Petersdorf).
Heute liegt Meschdulessje im Einzugsbereich zweier in den 1990er Jahren neu gegründeten evangelisch-lutherischen Kirchengemeinden: Polessk (Labiau) und Talpaki (Taplacken). Beide sind Filialgemeinden der Auferstehungskirche in Kaliningrad (Königsberg) innerhalb der Propstei Kaliningrad der Evangelisch-lutherischen Kirche Europäisches Russland.